# 這什麼啊
《這什麼啊？》（日语：なんだこれくしょん）是Kyary Pamyu Pamyu的第二張錄音室專輯，2013年6月26日由unBORDE發售。

## 概要
- 與前作《怪妞進怪論》相隔1年1個月，收錄單曲《FASHION MONSTER》、《100%傳達給你》、《振袖和服》、《忍者棒棒》及《INVADER INVADER》等共12首歌。初回限定盤附送41頁寫真集及收錄單曲MV的DVD。
- 封面在日本靜岡縣的伊豆SHABOTEN公園拍攝。[1]。
- 12首收錄曲中有9首都是廣告歌曲或主題曲，剩餘的3首中有兩首分別為純音樂序曲和翻唱曲，實際完全沒有任何商業搭配的歌曲只有一首。
- 專輯發售首周以12.6萬張的銷量登上Oricon周榜冠軍位置，成為Kyary Pamyu Pamyu的第一張冠軍專輯，也是她自身首次獲得Oricon冠軍。

## 收錄曲目
全作詞、作曲、編曲：中田康貴
CD
1. 這什麼啊？（なんだこれくしょん）
本作的標題曲（純音樂序曲）。
2. 忍者棒棒（にんじゃりばんばん）
3. 100%傳達給你（キミに100パーセント）
4. Super Scooter Happy
為翻唱作品。原唱者是CAPSULE，原曲收錄於專輯『S.F. sound furniture』。
5. INVADER INVADER（インベーダーインベーダー）
6. MI
7. FASHION MONSTER（ファッションモンスター）
8. 最後的冰淇淋（さいごのアイスクリーム）
9. 轉子與換男（のりことのりお）
10. 振袖和服（ふりそでーしょん）
11. 暈頭轉向（くらくら）
12. 像大人的孩子（おとななこども）

### 初回限定盤DVD
MUSIC VIDEO
1. FASHION MONSTER（ファッションモンスター）
2. 振袖和服（ふりそでーしょん）
3. 忍者棒棒（にんじゃりばんばん）
4. INVADER INVADER（インベーダーインベーダー）

## 資料來源
1. ↑  2013年6月26日に発売きゃりーぱみゅぱみゅ2ndフルアルバム「なんだこれくしょん」 的存檔，存档日期2013年10月20日，.